# 德屬東非盧比
卢比是1890年至1916年间德属东非的货币，一直在坦噶尼喀领土流通直至1920年。

## 历史
19世纪下半叶，印度盧比是东非海岸所使用的主要货币，它使得原先廣泛流通在東非的美国金元和玛丽亚·特蕾莎銀幣被破处于边缘地位。 1890年，德意志东非公司获得铸币权，发行了与印度和桑給巴爾卢比等值的卢比。即使在1890年晚些时候由中央政府接管德属东非之后，公司仍保留其铸币权。 1904年，德国政府接管货币事务并成立了东非银行。
卢比最初相当于印度卢比。直到1904年，它被细分为64比萨（相当于印度的派沙）。 1904年2月28日，该货币被十进制化，1卢比 = 100海勒，随后被改编成斯瓦希里语，成为“hela”一词，至今仍在使用，意思是“金钱”。同时确立了15卢比=20德国马克的固定汇率。
1915年和1916年，第一次世界大战期间东非作战期间，发行了大量紧急纸币。 1916 年还发行了最后一批硬币来支付德国领导的部队的军饷，其中包括15枚卢比硬币，其中含有来自塞肯克金矿的黄金，相当于 5个德国马克。 1916年晚些时候，德属东非被英国和比利时军队占领。在坦噶尼喀，卢比与东非卢比（相等）一起流通，直到1920年，两者均被等值的东非弗罗林取代。在布隆迪和卢旺达，比利时刚果法郎于1916年取代了卢比。

## 硬幣
德國開始為其殖民地鑄造的第一批硬幣雖然包含皇帝威廉二世的圖像，但並未在這座大都市境內流通。政府不保證殖民地貨幣和帝國本土貨幣之間的兌換匯率及穩定性。事實上，德屬東非的第一批硬幣只是德屬東非公司所鑄造的私人貨幣。因此，銀幣的背面並沒有描繪帝國國徽，而是公司徽章。
德屬東非硬幣的特點是與英屬印度盧比的內容完全一致。 19世紀末20世紀初，黃金和白銀的走勢不斷變化。但如果英國銀幣繼續以成本價自由兌換黃金，德國東非公司就沒有這樣的機會了。這導致德國硬幣的重量和精製與英國硬幣相當，並以3/4英國盧比兌1德國硬幣的匯率兌換。
1890 年，推出1比萨铜币以及1和2卢比银币，随后于次年推出1⁄4和1⁄2卢比銀幣，並於 1893年推出了2盧比銀幣。银币的铸造标准与印度卢比相同。
1902年11月15日，根據與德意志帝國的協議，該公司拒絕鑄造自己的硬幣。但在1904年，決定以新的比例恢復鑄幣。隨著第一次世界大戰的開始，銀盧比的鑄造停止了。 1916年，公司最後一枚黃銅幣和青銅幣以及面額15盧比的金幣在塔博拉造幣廠生產。 1916年之前，柏林 (A) 和漢堡 (J) 鑄造了東非銅幣、銅鎳幣和銀幣。1916年版本的所有硬幣均在塔波拉鑄造。
由于改為十进制化，1⁄2和1赫勒銅幣于1904 年推出，随后于1908年推出5赫勒銅幣和有開孔的10赫勒铜镍幣。 1913年，推出了带孔的5赫勒铜镍幣 。
1916 年发行的硬币是在塔波拉作为战时紧急硬币所铸造的。黄铜5赫勒总共发行了302,940枚。此外，还生产了铜币 (325,000 枚) 和黄铜币 (1,307,760 枚) 的20赫勒硬币，数量足以供收藏家随时获取。 此外还生产了 16,198 枚上述 15 卢比金币。虽然价值较小的輔幣是粗制滥造的，但金币的细节却很精致。 

### 硬幣外觀
| 正面 | 背面 | 面額    | 發行年份                    | 成分    | 鑄幣廠號             | 直徑，毫米 | 重量，克 | 流通量     |
| ---- | ---- | ------- | --------------------------- | ------- | -------------------- | ---------- | -------- | ---------- |
|      |      | 1比薩   | 1890-1892                   | 銅      | A （未標註在硬幣上） | 25,2       | 6,52     | 41.092.335 |
|      |      | ½赫勒   | 1904-1906                   | 青铜    | A, J                 |            |          |            |
|      |      | 1赫勒   | 1904-1913                   | 青铜    | A, J                 |            |          |            |
|      |      | 5赫勒   | 1908-1909                   | 青铜    | A, J                 | 37         |          |            |
|      |      | 5赫勒   | 1913-1914                   | 铜、鎳  | A, J                 |            |          |            |
|      |      | 5赫勒   | 1916                        | 黃銅    | T                    |            |          | 3.000.000  |
|      |      | 10赫勒  | 1908-1914                   | 铜、鎳  | A, J                 |            |          |            |
|      |      | 20赫勒  | 1916                        | 黃銅    | T                    |            |          |            |
|      |      | 1⁄4盧比 | 1891, 1898, 1901            | 銀, 917 | A （未標註在硬幣上） |            | 2,91     | 526.668    |
|      |      | 1⁄4盧比 | 1904, 1906, 1907, 1909—1914 | 銀, 917 | A, J                 |            | 2,91     | 3.100.000  |
|      |      | ½盧比   | 1891, 1897, 1901            | 銀, 917 | A （未標註在硬幣上） | 25         | 5, 8319  | 358.342    |
|      |      | ½盧比   | 1904, 1906, 1907, 1909—1914 | 銀, 917 | A, J                 |            | 5,83     | 1.640.000  |
|      |      | 1盧比   | 1890—1894, 1897—1902        | 銀, 917 | A （未標註在硬幣上） |            | 11, 6638 | 2.299.057  |
|      |      | 1盧比   | 1904—1914                   | 銀, 917 | A, J                 |            | 11,66    | 11.830.000 |
|      |      | 2盧比   | 1893, 1894                  | 銀, 917 | A （未標註在硬幣上） |            | 23,32    | 50.854     |
|      |      | 15盧比  | 1916                        | 金, 750 | Т                    |            | 7,17     | 16.198     |

### 標戳記號
硬幣製造廠會在每枚硬幣上打上大寫字母作為標戳，以下為各字母所代表之製造廠。
| 標誌 | 時間 | 時間 | 鑄幣廠                                             |
| 標誌 | 開始 | 結束 | 鑄幣廠                                             |
| ---- | ---- | ---- | -------------------------------------------------- |
| A    | 1871 | 至今 | 柏林鑄幣廠                                         |
| J    | 1875 | 至今 | 漢堡鑄幣廠                                         |
| T    | 1916 | 1917 | 德屬東非 塔波拉鑄幣廠 為應付一戰期間所建立的鑄幣廠 |

## 紙幣
1905年，德意志东非银行推出了5、10、50和100卢比的纸币，并于1912年推出了 500 卢比的纸币 1915年至1917年间，因為第一次世界大战開始，銀行紧急（临时）发行了面额为1、5、10、20、50和200的卢比纸币。 

### 紧急发行（临时钞票）
由于战时封锁，德属东非殖民地与德国的联系被切断。银币因其在商业交易中的内在价值而被囤积起来，殖民政府被迫发行临时纸币。 之前发行的纸币（即 1905 年和 1912 年）是由德国印刷公司Giesecke & Devrient印刷的。 殖民政府与达累斯萨拉姆的一份日报《Deutsch-Ostafrikanische Zeitung》的印刷商签订了合同，并于 1915 年 3 月 15 日印制了第一期临时钞票（20 卢比）， 最初印刷在亚麻布上，后来印刷在纸上由黄麻制成。 鉴于战时供应短缺，临时钞票还印刷在商业纸张、包装纸上，  ，在一种非常罕见的情况下，还印刷在壁纸上。 最初的颜色是白色，后来也出现了多种颜色，包括蓝灰色、橄榄棕色、红棕色、金棕色、深棕色、灰棕色、蓝色和深绿色。 
钞票的正面文字翻译如下：临时钞票。德国东非银行将在不检查个人身份的情况下，从其位于德屬東非保护国的办事处支付一卢比（等） 。 并且用德语和斯瓦希里语在紙鈔背面寫上：这张钞票面值的100%將存入德意志帝国东非政府。钞票背面下方有一条警告，指出伪造货币将导致至少两年苦役。 德属东非殖民地的财政部记录显示，共印刷了8,876,741张临时票据。 
| 价值    | 年     | 图像                                                      | 尺寸                                |
| ------- | ------ | --------------------------------------------------------- | ----------------------------------- |
| 1盧比   | 1915年 | GEA-9Ab-Deutsch Ostafrikanische Bank-1 Rupie (1915).jpg   | 105 mm × 63 mm（4.1英寸 × 2.5英寸） |
| 5盧比   | 1915年 | GEA-32-Deutsch Ostafrikanische Bank-5 Rupien (1915).jpg   | 118 mm × 72 mm（4.6英寸 × 2.8英寸） |
| 10盧比  | 1916年 | GEA-41-Deutsch Ostafrikanische Bank-10 Rupien (1916).jpg  | 130 mm × 88 mm（5.1英寸 × 3.5英寸） |
| 20盧比  | 1915年 | GEA-45a-Deutsch Ostafrikanische Bank-20 Rupien (1915).jpg | 156 mm × 99 mm（6.1英寸 × 3.9英寸） |
| 50盧比  | 1915年 | GEA-46a-Deutsch Ostafrikanische Bank-50 Rupien (1915).jpg | 150 mm × 98 mm（5.9英寸 × 3.9英寸） |
| 200盧比 | 1915年 | GEA-49-Deutsch Ostafrikanische Bank-200 Rupien (1915).jpg |                                     |